# Élections législatives de 1876 en Guadeloupe
Les élections législatives de 1876 en Guadeloupe ont eu lieu les 19 mars et 6 avril dans le département de la Guadeloupe dans le cadre des élections législatives françaises de 1876, sous la IIIe République.

## Mode de scrutin
La Chambre des députés est composée de 533 sièges pourvus au Scrutin uninominal majoritaire à deux tours.
Le mode de scrutin suit la Loi organique du 30 novembre 1875 sur l'élection des députés.
Ainsi l'article 18 précise qu'il faut réunir pour être élu au premier tour :
- la majorité absolue des suffrages exprimés ;
- un nombre de suffrages égal au quart des électeurs inscrits.

Au deuxième tour la majorité relative suffit. En cas d'égalité c'est le plus âgé qui est élu.
Dans le département de la Guadeloupe, un seul député est à élire.

## Partielles durant la législature 1871-1876

### 7 septembre et 5 octobre 1873
- Remplacement de Louis Adolphe Rollin (Rép mod), démissionnaire.

| Candidat       | Candidat          | Parti          | Premier tour | Premier tour | Deuxième tour | Deuxième tour |
| Candidat       | Candidat          | Parti          | Voix         | %            | Voix          | %             |
| -------------- | ----------------- | -------------- | ------------ | ------------ | ------------- | ------------- |
|                | Germain Casse     | Rad            | 5 973        | 55,46        | 6 063         | 77,26         |
|                | Paul de Cassagnac | Bonap          | 2 552        | 23,69        | 174           | 2,22          |
|                | Alfred Isambert   | CG             | 2 136        | 19,83        | 1 550         | 19,74         |
|                |                   | Divers         | 110          | 1,02         | 65            | 0,83          |
|                |                   |                |              |              |               |               |
| Inscrits       | Inscrits          | Inscrits       | 30 190       | 100,00       | 30 190        | 100,00        |
| Votants        | Votants           | Votants        | 10 771       | 35,68        | 7 852         | 26,01         |
| Abstention     | Abstention        | Abstention     | 4 948        | 64,32        | 4 948         | 73,99         |
| Blancs et nuls | Blancs et nuls    | Blancs et nuls | 0            | 0,00         | 0             | 0,00          |
| Exprimés       | Exprimés          | Exprimés       | 10 771       | 100,00       | 7 852         | 100,00        |

### 6 juin et 4 juillet 1875
- Remplacement de Melvil-Bloncourt (Rad), déchu de son mandat le 9 décembre 1874.

| Candidat       | Candidat           | Parti          | Premier tour | Premier tour | Deuxième tour | Deuxième tour |
| Candidat       | Candidat           | Parti          | Voix         | %            | Voix          | %             |
| -------------- | ------------------ | -------------- | ------------ | ------------ | ------------- | ------------- |
|                | Théodore Lacascade | Rép mod        | 3 191        | 79,32        | 3 595         | 65,02         |
|                | Gabriel Lauriol    | Rép mod        | 719          | 17,87        | 1 896         | 34,29         |
|                |                    | Divers         | 113          | 2,81         | 38            | 0,69          |
|                |                    |                |              |              |               |               |
| Inscrits       | Inscrits           | Inscrits       | 29 997       | 100,00       | 30 014        | 100,00        |
| Votants        | Votants            | Votants        | 4 023        | 13,41        | 5 529         | 18,43         |
| Abstention     | Abstention         | Abstention     | 25 974       | 86,59        | 24 485        | 81,57         |
| Blancs et nuls | Blancs et nuls     | Blancs et nuls | -20          | -0,50        | 100           | 0,00          |
| Exprimés       | Exprimés           | Exprimés       | 4 043        | 100,50       | 5 529         | 100,00        |

## Élus
| Circonscription        | Députés sortants   | Parti ou Nuance | Parti ou Nuance | Groupe | Député élu ou réélu | Parti ou Nuance | Parti ou Nuance | Groupe      |
| ---------------------- | ------------------ | --------------- | --------------- | ------ | ------------------- | --------------- | --------------- | ----------- |
| Circonscription unique | Théodore Lacascade |                 | Rép mod         | UR     | Théodore Lacascade  |                 | Rép mod         | UR          |
| Circonscription unique | Germain Casse      |                 | Rad             | EXG    | Suppression         | Suppression     | Suppression     | Suppression |

## Résultats
| Candidat       | Candidat             | Parti          | Premier tour | Premier tour | Deuxième tour | Deuxième tour |
| Candidat       | Candidat             | Parti          | Voix         | %            | Voix          | %             |
| -------------- | -------------------- | -------------- | ------------ | ------------ | ------------- | ------------- |
|                | Théodore Lacascade * | Rép mod        | 3 767        | 79,66        | 3 988         | 97,82         |
|                | Germain Casse *      | Rad            | 850          | 17,97        | 42            | 1,03          |
|                | Divers               |                | 80           | 1,69         | 47            | 1,15          |
|                |                      |                |              |              |               |               |
| Inscrits       | Inscrits             | Inscrits       | 29 606       | 100,00       | 30 310        | 100,00        |
| Votants        | Votants              | Votants        | 4 729        | 15,97        | 4 106         | 13,55         |
| Abstention     | Abstention           | Abstention     | 24 877       | 84,03        | 26 204        | 86,45         |
| Blancs et nuls | Blancs et nuls       | Blancs et nuls | 32           | 0,68         | 29            | 0,71          |
| Exprimés       | Exprimés             | Exprimés       | 4 697        | 99,32        | 4 077         | 99,29         |